# 阮能國
阮能國（越南语：／，1870年—1951年3月11日），越南阮朝官員，佛教居士。

## 生平
1870年，阮能國生於太平省太寧縣（今屬於太平省東興縣），一說生於芽莊。
在河內學習法語後，阮能國先是擔任黃高啟的私人翻譯。後歷任國學場教授、兵部員外郎、工部郎中等職。
1904年，进入北圻官吏体系。曾任常信知府、太寧知府。1913年，改任山西一項按察使。1915年，在福安按察使任上，由正四品鴻臚寺卿陞從三品光祿寺卿。1920年，由興安一項按察使，改任福安二項巡撫。1921年，改任興安巡撫。1922年，授正三品侍郎。1923年，陞一項巡撫，對授從二品參知。1925年，陞二項總督。1927年，由興安巡撫改任太平總督，接替原太平巡撫阮必濟。
1929年阮能國致仕。
1951年3月11日，阮能國逝世，享壽81歲。3月13日，越南佛教會（成立於1949年，前身爲北圻佛教會）在舘使寺爲其舉辦追悼會。

## 榮譽
- 法國榮譽軍團勳章軍官勳位[3]
- 農業功勳勳章軍官勳位[3]
- 學術棕櫚勳章軍官勳位[3]
- 大南龍星大軍官勳位[3]
- 明農佩星指揮官勳位[3]
- 柬埔寨農業功勳勳章軍官勳位[3]
- 柬埔寨王家勳章軍官勳位[3]